# مایکل سیتونی
مایکل سیتونی (انگلیسی: Michaël Citony؛ زادهٔ ۲۱ اوت ۱۹۸۰) بازیکن فوتبال اهل فرانسه است.
از باشگاه‌هایی که در آن بازی کرده‌است می‌توان به باشگاه فوتبال سروت ۱۸۹۰، باشگاه فوتبال سدان، باشگاه فوتبال کن، باشگاه فوتبال رن، باشگاه فوتبال الوداد کازابلانکا، باشگاه فوتبال الرجا، و باشگاه فوتبال سن-اتین اشاره کرد.
وی همچنین در تیم ملی فوتبال مارتینیک بازی کرده‌است.